# Kronologija Domovinskog rata: svibanj 1993.

### 1. svibnja
- U Konjicu je i dalje napeto - Muslimani nasilno mobiliziraju Hrvate, a one koji to odbiju trpaju u zatvore.[1]
- Kod Zadra zarobljeno troje Srba koji su potanko ispričali kako su mobilizirani u Srbiji i odmah poslani na frontu u Hrvatsku.[1]
- Skupina naoružanih osoba u Sarajevu napada zgradu u kojoj je smješten ukrajinski kontingent Zaštitnih snaga UN. Ukrajinska straža odgovorila je na taj napad.[1]
- Izravna vojna akcija na Balkanu je nužna i Albanija bi prihvatila tu opciju, no u ovom trenutku je nužno podržati Vance-Owenov plan, izjavio je Aleksandar Meksi, predsjednik albanske vlade.[1]
- Vođa bosanskih Srba Radovan Karadžić u intervjuu radio-postaji Deutschlandfunk izjavio je kako bi prihvaćanje sankcija UN za Srbe bilo ravno samoubojstvu.[1]

### 3. svibnja
- SRJ isključena iz Svjetske zdravstvene organizacije (WHO).[1]
- U Zagrebu osnovan Državni odbor za normalizaciju Hrvatsko-srpskih odnosa.[1]
- Vrhovni sud Republike Hrvatske, u drugostepenom sudskom postupku, u cijelosti potvrdio presudu sisačkog suda, kojom se ratni zločinac Slobodan Tarbuk, tzv. zapovjednik banijskog korpusa, osuđuje na 20 godina zatvora.[1]
- Unatoč brojnim aktivnostima na uspostavi mira, ne prestaju muslimanski napadi na Hrvate, samo u busovačkom selu Pazićima ubili su 5 Hrvata.[1]
- Vojni stručnjak Instituta za međunarodne odnose u Den Haagu, Den Doel, spominjući dosadašnje iskustvo sa Srbima u Hrvatskoj i sada u BiH, očekuje da će čitava operacija pacifikacije BiH trajati godinama i to s neizvjesnim rezultatom.[1]
- Posebni izaslanik pape Ivan Pavla II., Josef Stimpfle, zatražio suđenje srpskim vođama pred Međunarodnim sudom za ratne zločine.[1]

### 4. svibnja
- U Travniku utemeljena zajednička nadzorna mjesta i ophodnje postrojba HVO-a i Armije BiH.[1]
- Visoko povjereništvo UN za izbjeglice (UNHCR) procjenjuje da u Goraždu 70.000 ljudi ovisi o humanitarnoj pomoći.[1]
- Vijeće sigurnosti počelo konzultacije o konkretnim akcijama u provedbi Vance-Owenova plana, prema kojemu bi SAD trebale osigurati polovinu ljudstva u snagama NATO-a.[1]
- Američki FBI objavio da je uhitio Stevena Lalasa (49), službenika State Departmenta, zbog špijunaže u korist Grčke i Srbije.[1]

### 5. svibnja
- Hrvatska delegacija u Ženevi uputila protest Europskoj zajednici i Vijeću sigurnosti zbog napada paravojnih srpskih formacija po Zadru i Šibeniku, u kojima stradavaju nezaštićeni civili.[1]
- Srbi topništvom napali Mostar.[1]
- Muslimani ne dopuštaju prolaz humanitarnim konvojima prema Konjicu.[1]
- Ghali predložio slanje 70.000 vojnika uglavnom NATO-a, pod zastavom UN, u mirovnu akciju u BiH - Vijeće sigurnosti se s time nije suglasilo.[1]
- Glavni tajnik UN dao preporuku Vijeću sigurnosti da u Haagu osnuje Sud za ratne zločine za bivšu Jugoslaviju.[1]

### 6. svibnja
- Predsjednik Republike Hrvatske dr. Franjo Tuđman otvorio zračnu luku na Braču.[1]
- Nakon 15.000 ispaljenih granata, srpski agresor uspio probiti liniju obrane Žepe.[1]
- Mađarska počela provoditi jače sankcije koje je Vijeće sigurnosti UN propisalo Rezolucijom 820.[1]

### 7. svibnja
- Počela međunarodna konferencija o obnovi i razvoju hrvatskog gospodarstva, na kojoj je naglašeno da Hrvatska ne može sama.[1]
- Grad Šibenik ponovno žestoko napadnut iz svog artiljerijskog oruđa.[1]
- Unatoč svim dogovorima i sporazumima, Muslimani i dalje napadaju Hrvate u BiH, a to se osobito odnosi na područje Konjica.[1]
- Ferhat-pašina i Arnaudijeva džamija, dvije građevine iz 16. stoljeća, eksplozivnim napravama srušene u Banjoj Luci.[1]
- Glasnogovornik Pentagona izjavio da SAD imaju gotove brojne planove i ideje za eventualne napade u BiH, usporedivši rat u BiH s okupacijom Kuvajta.[1]
- Ruski predsjednik Boris Jeljcin zatražio od bosanskih Srba da na referendumu odobre Vance-Owenov plan.[1]
- Glavni tajnik Organizacije islamske konferencije (OIK) Hamid Algabd pozvao na hitnu vojnu intervenciju u BiH, nakon što je samozvani srpski parlament odbio ratificirati mirovni plan.[1]
- Makedonija i srbijanski vlastodršci na Kosovu tajno gospodarski surađuju i tako krše embargo UN.[1]

### 8. svibnja
- Vijeće sigurnosti UN izjavilo da Srbi moraju prihvatiti međunarodni mirovni plan, što su ga odbili na svojoj skupštini, kao jedinu osnovu za rješenje rata u BiH.[1]
- Grčki premije Mitsotakis, nakon skupa na Palama, izjavio da vjeruje u poštene namjere Miloševića.[1]
- Muslimani učestalo napadali pripadnike HVO-a na području Prozora i Konjica.[1]

### 9. svibnja
- HVO za jugoistočnu Hercegovinu poslalo pismo Međunarodnim organizacijama kako bi se pomoglo u zaustavljanju napada muslimanskih ekstremista na hrvatsko pučanstvo tog područja.[1]
- SRPSKI teroristi spalili i posljednje kuće Hrvata u Unešiću i Otavicama, gdje se nalazi i mauzolej najvećeg hrvatskog kipara Ivana Meštrovića.[1]
- BRITANCI poduzeli sve kako bi spasili medvjeda izgubljenog u paklu rata u BiH.[1]

### 10. svibnja
- PORUKA dr. Franje Tuđmana Aliji Izetbegoviću i Mati Bobanu u kojoj ih poziva na prekid sukoba u BiH.[1]
- ŽUPAN osječko-baranjski Branimir Glavaš eksploziju ispred pravoslavne crkve u Osijeku nazvao barbarskim činom.[1]
- U MOSTARU i srednjoj Bosni Muslimani pojačavaju ofenzivu protiv Hrvata.[1]
- NAKON eskalacije sukoba između Hrvata i Muslimana, Mostarcima se obratio gradonačelnik Jadran Topić te zamolio da se zaustavi prolijevanje krvi.[1]
- ZBOG borbi u Mostaru između Muslimana i Hrvata zabrinuti su i predstavnici UN, koji su istakli da bi, ako se sukobi nastave, moglo doći do destabilizacije prijašnjih dogovora oko prekida neprijateljstava.[1]
- BEOGRADSKA predstava za zapadnu publiku se nastavlja - predsjedniku tzv. Republike Srpske kao i njegovim ministrima zabranjen je ulazak u Srbiju odnosno SR Jugoslaviju.[1]
- POVJERENIK EZ-a za vanjske poslove Hans van den Broek smatra kako je vojna intervencija Zapada protiv srpskih snaga moguća još ovog tjedna.[1]

### 11. svibnja
- ZAPOVJEDNIK glavnog štaba Armije BiH Sefer Halilović, boraveći u Zenici, pred svojom vojskom prijetio Hrvatima naglasivši kako treba stvarati teren za konačan obračun s Hrvatima.[2]
- OD posljedica muslimanske agresije na Busovaču, Vitez i Kiseljak smrtno stradalo više od 400 Hrvata.[2]
- NAKON velikih riječi i planova uslijedila nova odgoda savezničke vojne akcije protiv Srbije, čak i Amerikanci čekaju srpski referendum.[2]
- FRANCUSKA uputila u Sarajevo 140 Padobranaca za pojačanje postrojbama UN u Sarajevu, tamo je sada ukupno stacionirano 800 francuskih pripadnika UNPROFOR-a, a u čitavoj BiH 5.000.[2]

### 12. svibnja
- ZBOG situacije nastale nakon ponovljenih oružanih sukoba hrvatskih i muslimanskih snaga u BiH, Vijeće obrane i nacionalne sigurnosti, pod predsjedanjem dr. Tuđmana, založilo se za trenutan prekid svih neprijateljstava.[2]
- PREDSJEDNIK Vlade BiH Mile Akmadžić uputio pismo Vijeću sigurnosti UN u kojem ističe da je HVO obrambena vojska BiH, a ne paravojna formacija.[2]
- NASTAVLJA se drama ranjenih Hrvata u konjičkim selima, do kojih se ne može doći jer pristup brane muslimanske postrojbe.[2]
- PRIPADNICI Armije BiH su u jablaničkom selu Podhum/Žitače ubili 26 Hrvata.[2]
- NA okupiranom teritoriju BiH, Srbi sile preostale Muslimane da iziđu na referendum i izjasne se protiv Vance-Owenova plana.[2]
- U HRVATSKOJ 269.432 izbjeglica iz BiH i ostalih dijelova bivše Jugoslavije.[2]
- STRUČNJACI Instituta za istraživanja mira i konflikata iz Frankfurta smatraju da bi u BiH trebalo poslati 100.000 teško naoružanih vojnika UN, opremljenih tenkovima i helikopterima sa zadaćom da štite Muslimane od Srba.[2]
- U SLUČAJU provedbe Vance-Owenova plana za BiH, Italija će biti polazna baza za međunarodne snage od 30 do 40 tisuća ljudi.[2]
- EZ odlučno opovrgava da je odluka o vojnoj akciji u BiH odgodila zbog novog čekanja referenduma bosanski Srba.[2]
- NJEMAČKI mediji ocjenjuju da je između Washingtona i europskih saveznika došlo do ozbiljnih nesuglasica zbog Bosne.[2]

### 13. svibnja
- U MOSTARU se i dalje vode ulične borbe između Muslimana i pripadnika HVO-a, u sukobima je poginulo 25 pripadnika HVO-a.[2]
- U PROZORSKOJ općini Muslimani pogodili helikopter UN pješačkim oružjem, letjelica se morala prizemljiti.[2]

### 14. svibnja
- NJEMAČKI vicekancelar i ministar vanjskih poslova dr. Klaus Kinkel posjetio Hrvatsku.[2]
- KOLIKO su u Armiji BiH bili uvjereni u uspjeh operacije oslobađanja Mostara, govori i činjenica da su dali tiskati zahvalnice zaslužnim oslobodiocima.[2]
- AMERIČKI biskupi izjasnili se za vojnu intervenciju u BiH.[2]
- VIJEĆE Europe prihvatilo Rezoluciju o stanju u BiH u kojoj se osuđuju Srbi.[2]
- BEČ se distancira od Zagreba zbog, kako se navodi, politike Hrvatske prema Herceg-Bosni.[2]

### 15. svibnja
- SRBIJA i bosanski Srbi nemaju raketne projektile koji bi dosegli Italiju, potvrdio u Washingtonu predstavnik State Departmenta izjavu talijanskog ministra Fabija Fabbria.[2]

### 16. svibnja
- ŠIBENSKO krizno ratište pobunjeni Srbi napadaju minobacačima i tenkovima.[2]
- U KONJICU i Jablanici stanje i dalje dramatično, a Armija BiH napala i Gornji Vakuf.[2]
- SLOVENSKI ministar vanjskih poslova Lojze Peterle rekao da je međunarodna arbitraža o granicama s Hrvatskom nepotrebna.[2]

### 17. svibnja
- ZA Karadžićev poziv Kissingeru i Gorbačovu da stvore novi plan, lord Owen izjavio da je to besmislica.[2]
- JELJCIN odlučan da se odmah započne provođenje Vance-Owenova plana.[2]
- ČETNICI na Zadar ispalili četiri tenkovska projektila.[2]
- ZA muslimansku stranu potpisano primirje i dalje je samo mrtvo slovo na papiru - u Mostaru ponovno napali postrojbe HVO-a, napade potvrdio i UNPROFOR.[2]
- MUSLIMANSKE snage napadaju i prestrojavaju svoje snage na području Konjica, Jablanice i Gornjeg Vakufa.[2]
- IZJAVA Ratka Mladića kako će bombardirati London ako Zapad intervenira u BiH, ocijenjena u Britaniji kao dosad najizravniji izazov međunarodnoj zajednici koji ne može ostati bez posljedica.[2]

### 18. svibnja
- SRBI vratili raspravu o sukcesiji na početak, a međunarodna zajednica i dalje insistira na dogovoru onih koji se dogovoriti ne mogu, na suglasnosti napadača i napadnutih.[2]
- DOK zemlje Zapadnoeuropske unije (WEU) predlažu da se, umjesto Vance-Owenova plana za BiH, izradi novi plan samo za Sarajevo, Rusi nude svoj plan od četiri točke.[2]
- FRANCUSKA diplomacija, osobno njen šef Alain Juppe, i dalje vjeruje u politiku sankcija.[2]

### 19. svibnja
- I NAKON postignutog sporazuma u Međugorju, Muslimani i dalje provociraju.[2]
- PREDSJEDNIK Republike Hrvatske dr. Franjo Tuđman obišao zapadnu Hercegovinu i tom prilikom istakao da je na nama velika odgovornost da svijetu dokažemo kako vodimo principijelnu politiku i da želimo iskrenu suradnju s Muslimanima.[2]
- PREDSJEDNIK Vrhovnog suda Republike Hrvatske Milan Vuković primio sir Stewarta Clarka koji mu je odao priznanje zbog zakona o manjinama.[2]
- KAO glavni razlog dosadašnjeg neuspjeha UNPROFOR-a da postigne ciljeve zacrtane rezolucijama Vijeća sigurnosti i Vance-Owenova plana, Boutros Ghali naglašava radikalnu politiku srpske strane.[2]
- OPTUŽBE Vojislava Šešelja, vođe srpskih radikala, potresaju Generalštab Vojske Jugoslavije.[2]
- NJEMAČKE vlasti objavile kako su zamolile hrvatske izbjeglice da se vrate kućama, jer je njihovo izdržavanje postalo preskupo njemačkoj državi.[2]

### 20. svibnja
- HRVATSKA vojska uspjela razminirati zadarski aerodrom.[2]
- NAKON međugorskog sporazuma o prekidu sukoba koji je trebao stupiti na snagu u srijedu u 12 sati, u Mostaru ga poštuju jedino pripadnici HVO-a.[2]
- MUSLIMANSKE snage ponovno napadaju područje Konjica, Viteza i Travnika.[2]
- U IZVJEŠTAJU Boutrosa Ghalija o UNPROFOR-u u Hrvatskoj glavni tajnik UN preporučio novo čekanje na razvoj stanja, jer bi svaka akcija bila nepovoljna.[2]
- VIJEĆE sigurnosti UN raspravljalo o slanju inspektora na granicu Srbije i BiH.[2]

### 21. svibnja
- SPORAZUM o prekidu vatre i svih neprijateljstava u zaleđu Zadra i južnom zaštićenom području UN u Hrvatskoj nije potpisan u Topuskom, jer se na sastanku hrvatskog izaslanika i predstavnika lokalnih srpskih vlasti iz Knina nije pojavio srpski general Milan Novaković.[3]
- IRSKA sekcija Amnesty Internationala, na nagovor Srba, zahtijeva uspostavu nove Jugoslavije.[3]
- U JAVNOST prodrli novi slovenski zemljovidi o hrvatsko-slovenskoj granici, u kojima je osam spornih točaka, a najsporniji je zahtjev Slovenije za veliko more.[3]

### 22. svibnja
- HRVATSKO-turska misija dobre volje krenula je iz Međugorja prema Mostaru, radi normalizacije hrvatskog i muslimanskog naroda u BiH, kao i radi oslobađanja svih zatočenika.[3]
- U NOVOM zločinu muslimanskih snajperista u Vitezu poginula tri Hrvata.[3]
- ZENICA postala obrascem razaranja HVO-a i progona Hrvata, koje muslimanske postrojbe hapse, premlaćuju, istjeruju iz kuća i stanova, pale hrvatske zastave.[3]
- SAMOZVANI predsjednik tzv. krajine Goran Hadžić, zamjera braći Srbima iz Bosne zašto nisu potpisali Vance-Owenov mirovni plan jer za njih Srbe to mrtvo slovo na papiru.[3]

### 23. svibnja
- VLADIMIR Šeks, sudionik hrvatsko-turske misije dobre volje, nakon povratka, svjedoči kako u područje Jablanice, Konjica, Zenice, Viteza i Travnika nisu mogli ući bez jamstva UNPROFOR-a jer od Armije BiH nisu mogli dobiti ni puku suglasnost da se osigura prolaz područjem koje je pod njezinom kontrolom.[3]
- NAKON što je muslimanska strana iznad planine Vranica pucala po helikopteru koji je prevozio ranjenike iz Novog Travnika u Split, načelnik Glavnog stožera HVO-a Milivoj Petković uputio je prosvjed Visokom povjereništvu UN.[3]
- BEOGRAD poručio Ujedinjenim narodima da je protiv suda za ratne zločine.[3]
- SAD, Rusija, Britanija, Francuska i Španjolska dogovorile se o zajedničkoj akciji zaustavljanja sukoba u BiH, a rješenje krize vide jedino u pregovorima.[3]

### 24. svibnja
- NAKON iskustva ovog rata pogotovo sam uvjeren da Bosna i Hercegovina može postojati samo na konfederativnim temeljima kao zajednica triju naroda pod nadzorom UN - istakao dr. Tuđman u intervjuu danom njemačkom Die Welt.[3]
- U MOSTARU je mirno, ali muslimanska strana ne ispunjava u potpunosti međugorski sporazum.[3]
- SVJETSKI mediji o sporazumu iz Washingtona pišu kako je svijet priznao srpska osvajanja.[3]
- AMERIČKI mediji razočarani ishodom Clintonova premišljanja što učiniti u Bosni, utjecajni senatori Dole i Moynihan oštro optužuju Washingtonski plan, kojim je, kako kažu, ozakonjen genocid.[3]

### 25. svibnja
- NASTAVLJA se spor između Hrvatske i Slovenije oko granice na rijeci Dragonji - dokumenti pokazuju da je granica stari tok, no tu činjenicu Slovenci ne prihvaćaju.[3]
- PREDSJEDNIK tzv., SR Jugoslavije Dobrica Ćosić rekao specijalnom Jeljcinovom izaslaniku Čurkinu da odbija međunarodni nadzor, odnosno postavljanje promatrača na srbijansku i BiH granicu.[3]
- SRPSKO topništvo napada već pet dana Maglaj na sjeveru Bosne, u kojem je trenutačno 32.000 ljudi, od čega 12.000 izbjeglica.[3]
- UNPROFOR podnio plan za demilitarizaciju Sarajeva, koja bi trebala biti široka 20 km od središta grada.[3]
- U SREDIŠNJICI NATO-a, u Bruxelles-u, Washingtonski plan za Bosnu ocjenjuje se kao važna indicija da se više ne računa na vojnu intervenciju NATO-a u toj državi.[3]
- NESVRSTANE zemlje koje su stale iza bosanskih Muslimana, privatno tvrde da je Washingtonski plan bacanje prašine u oči i da nagrađuje srpska osvajanja.[3]
- PUKOVNIK Jack A. Kingston, predsjednik Odjela za nacionalu sigurnost SAD, predlaže vojnu intervenciju SAD u BiH.[3]

### 26. svibnja
- DRŽIM da su Muslimani nasjeli špijunskim igrama i obećanjima stranih obavještajnih službi i napali hrvatske postrojbe i hrvatski narod u BiH - rekao je u intervjuu za Večernji list mr. Mate Boban, predsjednik Hrvatske zajednice Herceg-Bosna.[3]
- THORVALD Stoltenberg, boraveći u Sarajevu, izjavio da Vance-Owenovu planu nema alternative.[3]
- ARMIJA BiH, nakon još jednog muslimansko-hrvatskog sastanka, deblokirala Turbe.[3]
- IZMEĐU Muslimana i Hrvata posljednjih je dana u srednjoj Bosni porasla napetost, nakon što su muslimanske snage napale hrvatske položaje u blizini Viteza - potvrdio je UNPROFOR.[3]
- VIJEĆE sigurnosti donijelo Rezoluciju 827, kojom uspostavlja Međunarodni sud za ratne zločine u bivšoj Jugoslaviji - ova rezolucija stavljena pod VII ratno poglavlje Povelje UN.[3]
- VEĆINA državljana Europske zajednice podržava međunarodnu vojnu intervenciju na područja bivše Jugoslavije, pokazala anketa provedena u 12 europskih zemalja.[3]

### 27. svibnja
- KAD su Srbi počeli otvoreno govoriti o cijepanju Bosne i Hercegovine, Hrvati su na referendumu glasovali ZA jedinstvenu BiH, kad ni nakon srpske invazije na BiH Izetbegović nije ništa poduzeo, Hrvati u BiH počeli su se sami organizirati - rekao u intervjuu za Večernji list Gojko Šušak, ministar obrane Republike Hrvatske.[3]
- MUSLIMANSKA strana i dalje ne poštuje međugorski sporazum, njihove postrojbe i dalje napadaju u Mostar, a dramatičan položaj Hrvata je i u Jablanici i Vitezu.[3]
- FRANCUSKA i Britanija spriječile aktivnije uključivanje NATO-a u rješavanje bosanske krize - zauzvrat, Turci i Nijemci odbili poduprijeti Washingtonski plan.[3]
- RUSKI ministar vanjskih poslova Andrej Kozirev ne isključuje mogućnost mijenjanja granica na području bivše Jugoslavije.[3]
- KOMISIJA UN za ratne zločine na području bivše Jugoslavije počela s prikupljanjem podataka za novi Međunarodni sud, a početkom jeseni provest će istragu u Ovčari.[3]
- VOĐA srpskih radikala Vojislav Šešelj tajnim podacima o ratnoj pljački napada Glavni stožer vojske SRJ, obznanivši da je blago opljačkano na dubrovačkom području završilo u Valjevu (Srbija).[3]

### 28. svibnja
- PREDSJEDNIK HZ Herceg-Bosna Mate Boban poslao pismo Komisiji UN za ljudska prava, tužeći se na jednostranost pristupa problemu njenog predsjednika Tadeusza Mazowieckog.[3]
- SRBI topništvom napali Mostar.[3]
- MUSLIMANSKA II vojska okupirala hrvatsko selo Vrace.[3]

### 29. svibnja
- HRVATSKO veleposlanstvo pri UN poslalo pismo Vijeću sigurnosti s upozorenjem da su militantni Srbi ponovno prekinuli pregovore s hrvatskim vlastima. To je njihov odgovor na popustljivu politiku svjetske zajednice.[3]
- FRANCUSKI premijer Edouard Balladur i njegov britanski kolega John Major složili se u izjavama da se srpskim osvajačima neće priznati vlast nad okupiranim područjima u BiH.[3]

### 30. svibnja
- U Hrvatskoj proslavljen Dan državnosti.[3]
- U povodu Dana državnosti, dr. Tuđman istaknuo kako Hrvatska predlaže Vijeću sigurnosti UN da se mandat UNPROFOR-a može produžiti na idućih šest mjeseci, ali pod uvjetom da se osigura provedba Vance-Owenova plana.[3]
- Iz svoje utvrde u Gornjem Zemuniku Srbi, nakon nekoliko dana zatišja, topništvom ponovno gađali Zadar.[3]

### 31. svibnja
- Zadarsko područje pretrpjelo nova razaranja, potpuno razorene kuće nekoliko zadarskih obitelji.[3]
- Napadi Muslimana u srednjoj Bosni sve jači, najgore je u Mostaru gdje su minobacačima gađali prostor oko hotela Ero, a meta im je bila i vojarna Tihomir Mišić.[3]
- Press centar Armije BiH zabilježio 18 preleta srpskih helikoptera na liniji Brčko-Pelagićevo, dakle Srbi lete usprkos zabrani UN-a.[3]